# Alumbrado de emergencia

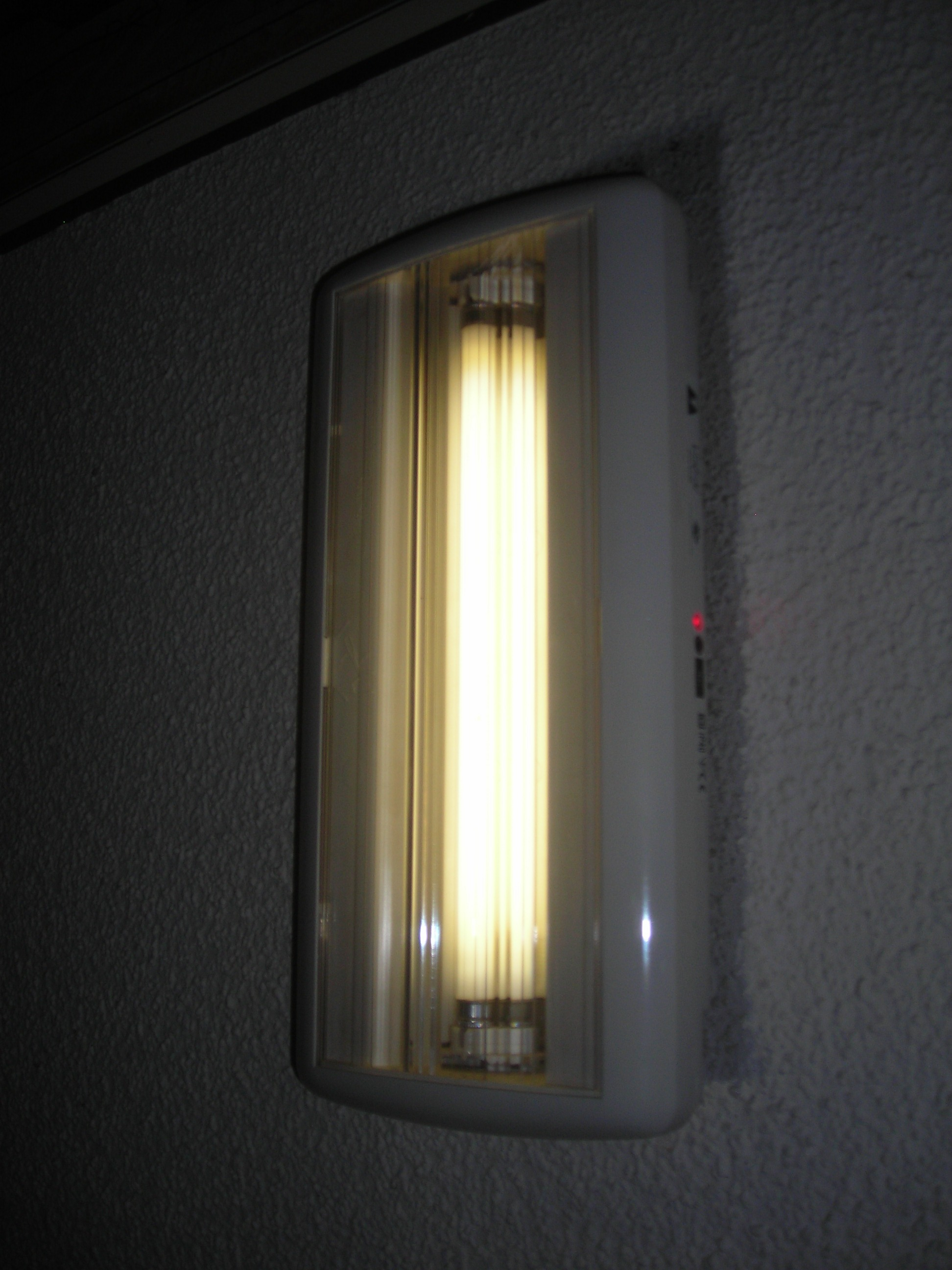
Una luz de emergencia funcionando

El alumbrado de emergencia o luces de emergencia son dispositivos de iluminación respaldados por una batería que tienen por objeto asegurar, en caso de fallo de la alimentación del alumbrado normal, la iluminación en los locales y accesos hasta las salidas, para una eventual evacuación del público o iluminar otros puntos que se señalen.
En función de su uso se pueden dividir en  alumbrado de seguridad, previsto para garantizar la seguridad de las personas que evacuen una zona o que tienen que terminar un trabajo potencialmente peligroso antes de
abandonar la zona, y el alumbrado de reemplazamiento, alumbrado de emergencia que permite la continuidad de las actividades normales.

## Composición y funcionamiento
Se compone de una o más lámparas, por una batería interna y varios componentes eléctricos en el interior y por un piloto, normalmente de color rojo o verde, que permanece iluminado cuando la lámpara esta apagada, mientras que se apaga cuando el alumbrado de emergencia entra en funcionamiento al fallar el suministro en el alumbrado normal. Algunos modelos de luces de emergencia están provistos de un interruptor de prueba de las lámparas a fin probar su funcionalidad. La capacidad de la batería se calcula para segurar una autonomía determinada de la luminaria, asegurando el funcionamiento del dispositivo durante un tiempo determinado.

## Normas de interés
- IEC 60598-2-22 Ed. 3.0: Luminaires - Part 2-22:  Particular requirements - Luminaires for emergency lighting
- IEC 60364-5-56 Ed. 2.0: Low-voltage electrical installations - Part 5-56: Selection and erection of electrical equipment - Safety services
- ISO 30061:2007 (CIE S 020/E:2007): Emergency lighting (specifies the luminous requirements for emergency lighting systems)

## Software
El software DIALux puede utilizarse como potente software para planificar, calcular y visualizar el alumbrado de emergencia según DIN EN 1838.